# Michel II l'Amorien
Pour les articles homonymes, voir Michel II et Michel Psellos.
Michel II l'Amorien (en grec Μιχαήλ Bʹ ὁ Ἀμοριεῦς), né en 770 et mort le 2 octobre 829, dit également Psellos (« le Bègue », ὁ Ψηλλός), est un empereur byzantin de 820 à 829. Il est le fondateur de la dynastie amorienne.

## Biographie
Il naît dans un milieu modeste à Amorium (Amorion) en Phrygie en 770, le fils de Léon, Amorien phrygien d'origine obscure, et petit-fils de Georges. Il entre dans l'armée comme simple soldat mais s'élève rapidement par son mérite au rang de général. Il est un des proches de Bardanès Tourkos, important général byzantin qui se révolte contre Nicéphore Ier en 803-804, aux côtés de Léon l'Arménien et de Thomas le Slave mais tous finissent par se détourner de lui, contribuant à l'échec de la révolte. Néanmoins, entre-temps, il épouse Thekla, fille de Bardanès Tourkos, et de Dominika. De ce premier mariage naît Théophile. Bardanios est probablement le frère ou le beau-frère de Bardas, lequel est le père du futur Léon V. Son second mariage avec Euphrosyne, fille de Constantin VI, qui avait pris le voile, engendre cependant un conflit avec l'Église.
Il soutient son compagnon et cousin par mariage Léon V l'Arménien lorsque celui-ci s'empare du trône en renversant Michel Ier Rhangabé (813). Mais les relations entre les deux hommes s'enveniment et Michel est emprisonné lorsque sa participation à un complot est avérée. Condamné à mort en décembre 820, il est sauvé par la réaction de ses partisans qui assassinent Léon V l'Arménien dans l'église Sainte-Sophie, la nuit de Noël (25 décembre 820).
Devenu empereur, Michel II poursuit la persécution iconoclaste, rouverte par son prédécesseur, tout en faisant preuve d'une certaine modération, ce qui lui vaut une certaine popularité.
Dès son accession au trône, il associe son fils Théophile pour assurer la transmission du pouvoir et la légitimité de son successeur.
Michel II doit faire face à la révolte d'un soldat, Thomas le Slave, lui aussi général, entre 822 et 824. Pour cela il obtient l'aide des Bulgares, en particulier celle d'Omourtag, le fils de Kroum ; Thomas, quant à lui, reçoit le soutien du calife abbasside. Assiégées, les troupes de Thomas se rendent après avoir mangé leurs chevaux en décomposition. Quant à Thomas, il est empalé après avoir eu les pieds et les mains coupés.
Les Arabes mènent la conquête de la Crète sous son règne (823) et commencent leurs attaques en Sicile (829).
Il meurt le 2 octobre 829, à l'âge de 59 ans, et son fils Théophile lui succède.